# Форест-Гровский звук
«Форест-Гровский звук» или «Звук из Форест-Гроув» (англ. Forest Grove Sound) — необъяснимый шум, который, по описанию газеты The Oregonian, напоминал «механический крик», — был слышен в городе Форест-Гроув, штат Орегон, в феврале 2016 года.

## Звуковой профиль

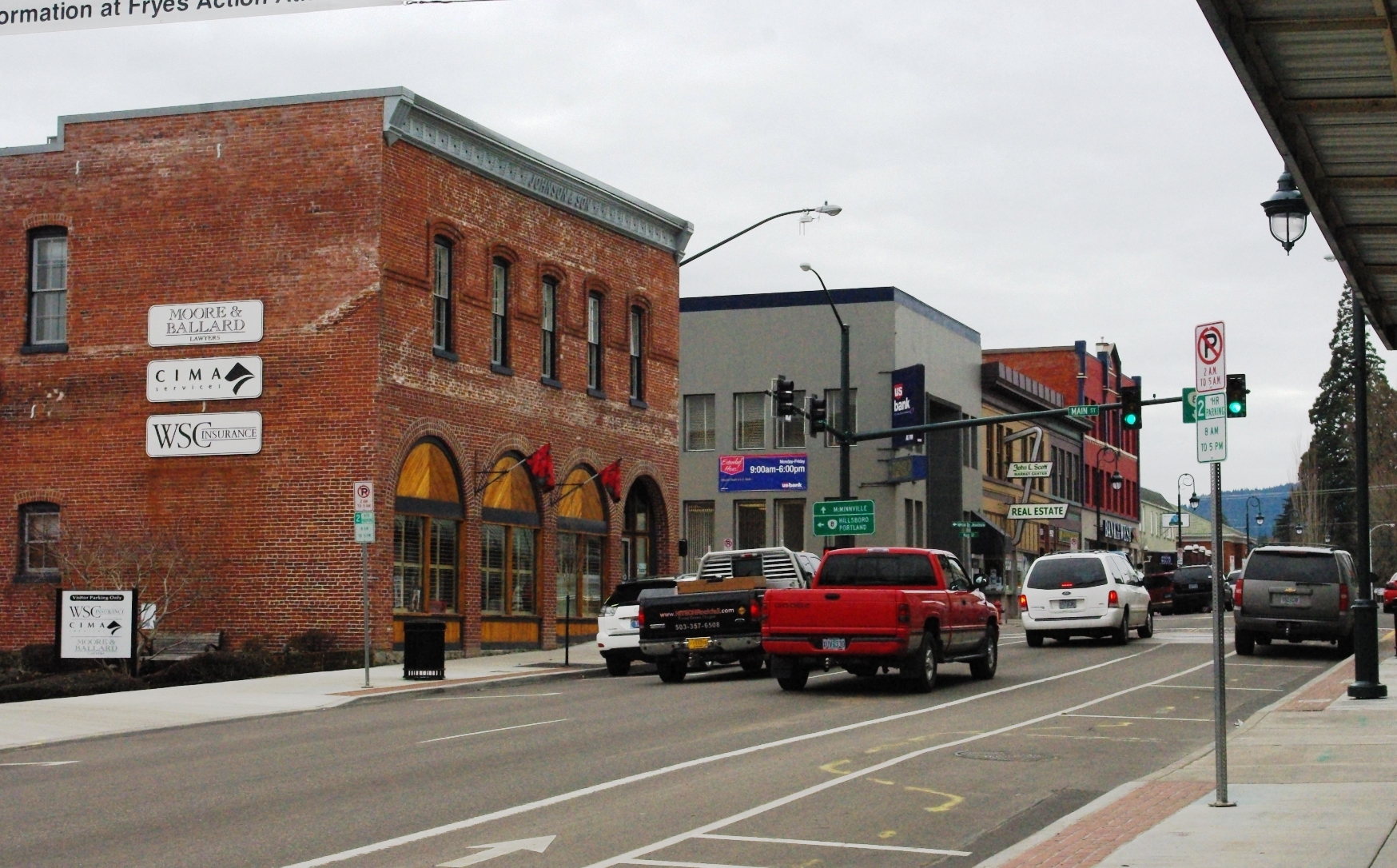
Центр города Форест-Гроув, 2009 год.

В феврале 2016 года в Форест-Гроув, штат Орегон, периодически раздавался пронзительный шум. Департамент лесного хозяйства установил, что причиной звука было не их оборудование. Новостью о шуме впервые поделился с Дэйвом Немейером житель Форест-Гроув, который опубликовал видео на городской странице в Facebook. В газете The Washington Post описали шум как похожий на «гигантскую флейту, на которой играют не в лад», автомобильные тормоза или паровозный свисток. В NBC News описали это как «похожее на плохую однонотную скрипичную сонату, транслируемую через микрофон с непрерывным фидбэком». Сообщается, что это длилось от десяти секунд до нескольких минут. Пожарная служба Форест-Гроув не сочла этот звук опасным для безопасности. Шум возникал возле Гейлс-Крик-роуд. Ни Департамент общественных работ города Форест-Гроув, ни пожарная служба не смогли объяснить происхождение шума. По данным NW Natural, в то время в Форест-Гроув не было проблем с газовыми трубами. В феврале 2016 года Эндрю Доус, профессор физики в Тихоокеанском университете, составил карту мест, где был слышен шум, хотя результаты оказались неубедительными и не указывали на какое-либо конкретное место.

## Происхождение звука
По словам капитана Майка Херба, в течение февраля 2016 года в полицейское управление Форест-Гроув поступило около 200 звонков. Большинство звонивших предлагали свои версии происхождения звука — от лягушек до инопланетян и бигфута. В конце февраля 2016 года полицейское управление Форест-Гроув объявило в Facebook, что шум не представляет угрозы безопасности, и полиция объявила о приостановке расследования до появления дополнительной информации. Однако после февраля 2016 года шум больше не повторялся. Последняя точка была отмечена на карте Доуза 27 февраля 2016 года, и полиция и пожарная служба закрыли дело. Дэйв Немейер, пожарный инспектор Форест-Гроув, предположил, что шум был вызван «неисправным вентилятором на чердаке или тепловым насосом».

## Влияние
В октябре 2016 года «Theatre in the Grove», расположенный в Форест-Гроув, создал дом с привидениями, основанный на шуме в Форест-Гроув, под названием «Aliens in the Grove» (с англ. — «Пришельцы в роще»).